# Titu Cusi Yupanqui
Titu Cusi Yupanqui, Don Diego de Castro Titu Cusi Yupanqui (1529–1571) – król Inków (Sapa Inca) i trzeci władca królestwa Vilcabamba od 1558 do 1571 roku, syn króla Manco Inki, brat Sayri Tupaca, przywódca walk przeciwko hiszpańskim zdobywcom Imperium Inków.
W końcowej części swego panowania podjął pertraktacje z wicekrólem Peru, hrabią Oropesa, Francisco de Toledo, podczas których zdecydował się opuścić swoje górskie siedziby i przyjąć królewską rentę. Uczynił swego przyrodniego brata, Tupaca Amaru kapłanem i kustoszem ciała króla Manco Inki w Vilcabambie. Około 1568 roku został ochrzczony w obrządku Kościoła katolickiego (stąd też pochodzi jego chrześcijańskie nazwisko).
Titu Cusi zmarł w 1571 roku prawdopodobnie otruty przez swojego bliskiego towarzysza Diega Ortiza .